# Bernard V van Armagnac
Bernard V van Armagnac (overleden op 22 juli 1245) was van 1242 tot aan zijn dood graaf van Armagnac en Fézensac. Hij behoorde tot het huis Lomagne.

## Levensloop
Bernard V was de tweede zoon van graaf Gerold V van Armagnac en diens onbekend gebleven echtgenote. Hij was gehuwd met ene Ines, maar dit huwelijk bleef kinderloos.
In 1242 volgde hij zijn overleden broer Peter Gerold op als graaf van Armagnac en Fézensac. Toen hij in 1245 kinderloos stierf, gingen beide graafschappen naar zijn zus Mascarosa I en haar echtgenoot, burggraaf Arnold Odo van Lomagne. Dit werd echter betwist door haar neef, burggraaf Gerold van Fézensaguet, die de erfopvolging door Mascarosa als onwettig beschouwde. Er brak bijgevolg een oorlog tussen beide partijen uit.